# 크린스-마텐호프역
크린스-마텐호프역(독일어: Kriens Mattenhof)은 스위스 루체른주의 크린스에 있는 기차역이다. 루체른과 인터라켄을 연결하는 첸트랄반 철도 회사의 브뤼닉선에 있으며 루체른–슈탄스–엥겔베르크선의 기차에서도 사용된다.
크린스-마텐호프역 바로 북쪽에 있는 철도는 루체른역에 접근하는 터널로 들어가고 도중에 지하 루체른 알멘트/메세역을 정차한다. 이 터널은 2012년 11월에 개통되어 덜 직접적인 표면 정렬을 대체했다.

## 운행편
다음 서비스는 크린스-마텐호프에서 정차한다.
- 루체른 S-반 S4/S5 : 루체른과 헤르기스빌 간 15분 간격 운행 ; 헤르기스빌에서 30분마다 기스빌 또는 슈탄스까지, 매시간마다 볼펜쉬센까지 운행한다.